# Campionato FIA di Formula 3 asiatica 2021
Il Campionato asiatico F3 2021 è stata la quarta edizione del campionato di Formula 3 a monoposto multi-evento. Il campionato presentò un mix di piloti professionisti e amatoriali.
La stagione supportata dalla Formula 4 UAE 2021 vide 15 gare disputate in cinque fine settimana consecutivi tra il gennaio e il febbraio del 2021, negli Emirati Arabi Uniti, tra il Dubai Autodrome e il Circuito di Yas Marina, e si concluse con la vittoria del pilota cinese Guanyu Zhou, con il team emiratino Abu Dhabi Racing by Prema.

## Team e piloti

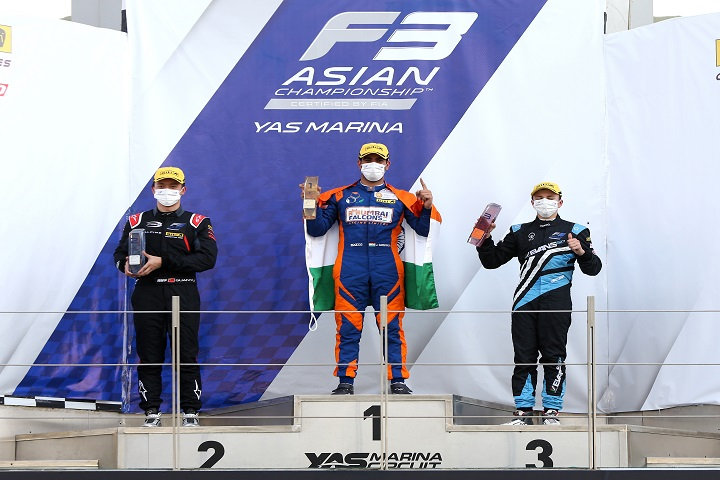
Podio della seconda gara allo Yas Marina Circuit con Jehan Daruvala (vincitore), Guanyu Zhou (secondo) e Isack Hadjar (terzo)

| Team                      | N° | Pilota              | Stato | Gare    |
| ------------------------- | -- | ------------------- | ----- | ------- |
| Pinnacle Motorsport       | 3  | Pierre-Louis Chovet |       | Tutti   |
| Pinnacle Motorsport       | 10 | Alessio Deledda     |       | Tutti   |
| Pinnacle Motorsport       | 25 | Alexandre Bardinon  |       | Tutti   |
| Pinnacle Motorsport       | 40 | Matthias Lüthen     |       | 1-3     |
| Evans GP                  | 4  | Patrik Pasma        |       | Tutti   |
| Evans GP                  | 5  | Casper Stevenson    | R     | 1-2     |
| Evans GP                  | 5  | Alex Conor          | R     | 4-5     |
| Evans GP                  | 6  | Isack Hadjar        | R     | 1-3     |
| Evans GP                  | 51 | Irina Sidorkova     | R     | 1-2,4-5 |
| Motorscape                | 7  | Roberto Faria       | R     | Tutti   |
| Motorscape                | 77 | Nicola Marinangeli  |       | Tutti   |
| BlackArts Racing Team     | 8  | Rafael Villagómez   | R     | Tutti   |
| BlackArts Racing Team     | 62 | Lorenzo Fluxá       | R     | Tutti   |
| BlackArts Racing Team     | 66 | Zdeněk Chovanec     |       | 1       |
| BlackArts Racing Team     | 74 | Cem Bölükbaşı       | R     | Tutti   |
| Hitech Grand Prix         | 11 | Roman Staněk        |       | Tutti   |
| Hitech Grand Prix         | 12 | Ayumu Iwasa         | R     | Tutti   |
| Hitech Grand Prix         | 13 | Reece Ushijima      | R     | Tutti   |
| Hitech Grand Prix         | 14 | Roy Nissany         |       | Tutti   |
| Abu Dhabi Racing by Prema | 16 | Dino Beganovic      | R     | 1-3     |
| Abu Dhabi Racing by Prema | 16 | David Vidales       |       | 4-5     |
| Abu Dhabi Racing by Prema | 33 | Zhou Guanyu         |       | Tutti   |
| Abu Dhabi Racing by Prema | 88 | Amna Al Qubaisi     | R     | Tutti   |
| Abu Dhabi Racing by Prema | 99 | Khaled Al Qubaisi   |       | 4-5     |
| Mumbai Falcons            | 19 | Jehan Daruvala      |       | Tutti   |
| Mumbai Falcons            | 28 | Kush Maini          |       | Tutti   |

## Calendario
| Gara | Gara   | Circuito           | Data        | Vincitore           | Secondo        | Terzo               | Giro veloce         | Pole                |
| ---- | ------ | ------------------ | ----------- | ------------------- | -------------- | ------------------- | ------------------- | ------------------- |
| 1    | Gara 1 | Dubai Autodrome    | 29 gennaio  | Zhou Guanyu         | Roy Nissany    | Jehan Daruvala      | Zhou Guanyu         | Zhou Guanyu         |
| 1    | Gara 2 | Dubai Autodrome    | 30 gennaio  | Zhou Guanyu         | Dino Beganovic | Isack Hadjar        | Zhou Guanyu         |                     |
| 1    | Gara 3 | Dubai Autodrome    | 30 gennaio  | Pierre-Louis Chovet | Dino Beganovic | Roy Nissany         | Jehan Daruvala      | Pierre-Louis Chovet |
| 2    | Gara 1 | Yas Marina Circuit | 4 febbraio  | Jehan Daruvala      | Zhou Guanyu    | Isack Hadjar        | Jehan Daruvala      | Jehan Daruvala      |
| 2    | Gara 2 | Yas Marina Circuit | 5 febbraio  | Jehan Daruvala      | Isack Hadjar   | Dino Beganovic      | Jehan Daruvala      |                     |
| 2    | Gara 3 | Yas Marina Circuit | 5 febbraio  | Pierre-Louis Chovet | Jehan Daruvala | Isack Hadjar        | Pierre-Louis Chovet | Pierre-Louis Chovet |
| 3    | Gara 1 | Yas Marina Circuit | 6 febbraio  | Pierre-Louis Chovet | Jehan Daruvala | Zhou Guanyu         | Pierre-Louis Chovet | Jehan Daruvala      |
| 3    | Gara 2 | Yas Marina Circuit | 7 febbraio  | Pierre-Louis Chovet | Zhou Guanyu    | Dino Beganovic      | Pierre-Louis Chovet |                     |
| 3    | Gara 3 | Yas Marina Circuit | 7 febbraio  | Jehan Daruvala      | Zhou Guanyu    | Isack Hadjar        | Jehan Daruvala      | Jehan Daruvala      |
| 4    | Gara 1 | Dubai Autodrome    | 12 febbraio | Pierre-Louis Chovet | Zhou Guanyu    | Patrik Pasma        | Kush Maini          | Zhou Guanyu         |
| 4    | Gara 2 | Dubai Autodrome    | 13 febbraio | Patrik Pasma        | Zhou Guanyu    | Pierre-Louis Chovet | Kush Maini          |                     |
| 4    | Gara 3 | Dubai Autodrome    | 14 febbraio | Pierre-Louis Chovet | David Vidales  | Patrik Pasma        | Pierre-Louis Chovet | Zhou Guanyu         |
| 5    | Gara 1 | Yas Marina Circuit | 19 febbraio | Zhou Guanyu         | Patrik Pasma   | Kush Maini          | Zhou Guanyu         | Zhou Guanyu         |
| 5    | Gara 2 | Yas Marina Circuit | 20 febbraio | Patrik Pasma        | Zhou Guanyu    | Jehan Daruvala      | Patrik Pasma        |                     |
| 5    | Gara 3 | Yas Marina Circuit | 20 febbraio | Zhou Guanyu         | Patrik Pasma   | Jehan Daruvala      | Zhou Guanyu         | Zhou Guanyu         |

## Classifica

### Classifica Piloti
| Posizione | 1° | 2° | 3° | 4° | 5° | 6° | 7° | 8° | 9° | 10° |
| Punti     | 25 | 18 | 15 | 12 | 10 | 8  | 6  | 4  | 2  | 1   |

| Pos | Pilota              | DUB1 | DUB1 | DUB1 | ABU1 | ABU1 | ABU1 | ABU2 | ABU2 | ABU2 | DUB2 | DUB2 | DUB2 | ABU3 | ABU3 | ABU3 | Pts |
| --- | ------------------- | ---- | ---- | ---- | ---- | ---- | ---- | ---- | ---- | ---- | ---- | ---- | ---- | ---- | ---- | ---- | --- |
| 1   | Zhou Guanyu         | 1    | 1    | Rit  | 2    | 4    | 5    | 3    | 2    | 2    | 2    | 2    | 4    | 1    | 2    | 1    | 257 |
| 2   | Pierre-Louis Chovet | 4    | 4    | 1    | 5    | 5    | 1    | 1    | 1    | 4    | 1    | 3    | 1    | 5    | Rit  | 5    | 241 |
| 3   | Jehan Daruvala      | 3    | 7    | 7    | 1    | 1    | 2    | 2    | 6    | 1    | 5    | 12   | Rit  | 7    | 3    | 3    | 192 |
| 4   | Patrik Pasma        | 9    | 10   | 11   | 4    | 6    | 12   | Rit  | Rit  | 5    | 4    | 1    | 3    | 2    | 1    | 2    | 146 |
| 5   | Roy Nissany         | 2    | 8    | 3    | 7    | 8    | 7    | 5    | Rit  | 12   | 8    | Rit  | 7    | 4    | 7    | 6    | 99  |
| 6   | Isack Hadjar        | 8    | 3    | 4    | 3    | 2    | 3    | 9    | Rit  | 3    |      |      |      |      |      |      | 95  |
| 7   | Dino Beganovic      | 5    | 2    | 2    | 21   | 3    | 11   | 4    | 3    | Rit  |      |      |      |      |      |      | 88  |
| 8   | Ayumu Iwasa         | 6    | 5    | 5    | 9    | 10   | 4    | 6    | 10   | 7    | 3    | Rit  | 10   | 10   | 10   | 7    | 82  |
| 9   | Cem Bölükbaşı       | 7    | 9    | 8    | 8    | 7    | 10   | 7    | 5    | Rit  | 7    | 8    | 11   | 9    | 6    | 9    | 61  |
| 10  | Roman Staněk        | 12   | 12   | Rit  | 6    | 9    | 8    | 10   | 8    | 6    | 6    | 4    | 12   | 18   | Rit  | 4    | 60  |
| 11  | Kush Maini          | 21   | DNS  | 20   | 12   | 11   | 17   | 8    | 7    | 8    | Rit  | Rit  | 5    | 3    | 4    | 8    | 55  |
| 12  | Reece Ushijima      | 10   | 11   | 6    | 10   | 13   | 6    | 12   | 11   | 10   | 10   | 5    | 6    | 8    | 9    | 10   | 45  |
| 13  | David Vidales       |      |      |      |      |      |      |      |      |      | 9    | 11   | 2    | 6    | 5    | 12   | 38  |
| 14  | Lorenzo Fluxá       | 14   | 14   | 10   | 11   | 21   | 13   | Rit  | 4    | 9    | 13   | 7    | 14   | Rit  | 8    | 13   | 25  |
| 15  | Alessio Deledda     | 13   | 6    | 13   | 22   | 15   | Rit  | 16   | 13   | 15   | 17   | 10   | 16   | 13   | 13   | Rit  | 9   |
| 16  | Alex Conor          |      |      |      |      |      |      |      |      |      | 11   | 6    | 13   | 17   | Rit  | 11   | 8   |
| 17  | Rafael Villagómez   | Rit  | Rit  | 12   | 20   | 19   | 16   | Rit  | 12   | 13   | 12   | 9    | 8    | 11   | 14   | 14   | 6   |
| 18  | Roberto Faria       | 11   | 15   | 19   | 16   | 20   | 9    | 11   | 9    | 17   | 16   | Rit  | 9    | Rit  | 11   | Rit  | 6   |
| 19  | Zdeněk Chovanec     | DNS  | 18   | 9    |      |      |      |      |      |      |      |      |      |      |      |      | 2   |
| 20  | Alexandre Bardinon  | 18   | 17   | Rit  | 15   | 12   | 14   | 14   | Rit  | 11   | Rit  | 13   | Rit  | Rit  | 17   | Rit  | 0   |
| 21  | Nicola Marinangeli  | 15   | 13   | 14   | 14   | 14   | 19   | 13   | Rit  | 14   | 14   | 16   | 15   | 12   | 15   | 15   | 0   |
| 22  | Irina Sidorkova     | 19   | 19   | 15   | 19   | 18   | Rit  |      |      |      | 15   | 14   | 17   | 14   | 12   | 17   | 0   |
| 23  | Casper Stevenson    | 17   | 16   | 16   | 13   | Rit  | Rit  |      |      |      |      |      |      |      |      |      | 0   |
| 24  | Amna Al Qubaisi     | 16   | Rit  | 18   | 17   | 17   | 15   | 15   | 14   | Rit  | 18   | Rit  | Rit  | 16   | 18   | 16   | 0   |
| 25  | Khaled Al Qubaisi   |      |      |      |      |      |      |      |      |      | 19   | 15   | 18   | 15   | 16   | 18   | 0   |
| 26  | Matthias Lüthen     | 20   | 20   | 17   | 18   | 16   | 18   | 17   | Rit  | 16   |      |      |      |      |      |      | 0   |
| Pos | Pilota              | DUB1 | DUB1 | DUB1 | ABU1 | ABU1 | ABU1 | ABU2 | ABU2 | ABU2 | DUB2 | DUB2 | DUB2 | ABU3 | ABU3 | ABU3 | Pts |

| Pos | PIlota            | DUB1 | DUB1 | DUB1 | ABU1 | ABU1 | ABU1 | ABU2 | ABU2 | ABU2 | DUB2 | DUB2 | DUB2 | ABU3 | ABU3 | ABU3 | Punti |
| --- | ----------------- | ---- | ---- | ---- | ---- | ---- | ---- | ---- | ---- | ---- | ---- | ---- | ---- | ---- | ---- | ---- | ----- |
| 1   | Ayumu Iwasa       | 2    | 3    | 3    | 3    | 4    | 2    | 2    | 5    | 2    | 1    | Rit  | 4    | 3    | 5    | 1    | 226   |
| 2   | Cem Bölükbaşı     | 3    | 4    | 5    | 2    | 3    | 5    | 3    | 3    | Rit  | 2    | 4    | 5    | 1    | 1    | 2    | 218   |
| 3   | Reece Ushijima    | 5    | 5    | 5    | 4    | 5    | 3    | 6    | 5    | 4    | 4    | 1    | 2    | 2    | 3    | 3    | 211   |
| 4   | Isack Hadjar      | 4    | 2    | 2    | 1    | 1    | 1    | 4    | Rit  | 1    |      |      |      |      |      |      | 160   |
| 5   | Dino Beganovic    | 1    | 1    | 1    | Rit  | 2    | 8    | 1    | 1    | Rit  |      |      |      |      |      |      | 147   |
| 6   | Lorenzo Fluxá     | 7    | 6    | 6    | 5    | 10   | 6    | Rit  | 2    | 3    | 7    | 3    | 7    | Rit  | 4    | 5    | 125   |
| 7   | Roberto Faria     | 6    | 7    | 11   | 7    | 9    | 4    | 5    | 4    | 6    | 3    | Rit  | 1    | Rit  | 2    | Rit  | 101   |
| 8   | Rafael Villagómez | Rit  | Rit  | 7    | 10   | 8    | 7    | Rit  | 6    | 5    | 6    | 5    | 3    | 4    | 7    | 6    | 97    |
| 9   | Alex Conor        |      |      |      |      |      |      |      |      |      | 5    | 2    | 6    | 7    | Rit  | 4    | 56    |
| 10  | Irina Sidorkova   | 10   | 9    | 8    | 9    | 7    | Rit  |      |      |      | 8    | 6    | 8    | 5    | 6    | 8    | 55    |
| 11  | Amna Al Qubaisi   | 8    | Rit  | 10   | 8    | 6    | 9    | 7    | 7    | Rit  | 9    | Rit  | Rit  | 6    | 8    | 7    | 49    |
| 12  | Casper Stevenson  | 9    | 8    | 9    | 6    | Rit  | Rit  |      |      |      |      |      |      |      |      |      | 16    |
| Pos | Pilota            | DUB1 | DUB1 | DUB1 | ABU1 | ABU1 | ABU1 | ABU2 | ABU2 | ABU2 | DUB2 | DUB2 | DUB2 | ABU3 | ABU3 | ABU3 | Punti |

| Pos | Team                      | Punti |
| --- | ------------------------- | ----- |
| 1   | Abu Dhabi Racing by Prema | 358   |
| 2   | Hitech Grand Prix         | 258   |
| 3   | Pinnacle Motorsport       | 240   |
| 4   | Evans GP                  | 231   |
| 5   | Mumbai Falcons            | 228   |
| 6   | BlackArts Racing Team     | 89    |
| 7   | Motorscape                | 10    |